# Études d'audiovisuel
Les études de cinéma et d'audiovisuel sont les études qui mènent aux métiers de l'audiovisuel. Elles englobent tant les métiers techniques de l'image et du son que les métiers artistiques. Ces formations ont souvent et de plus en plus de points communs, avec le développement de l'informatique, au cinéma, la télévision, les jeux vidéo, le multimédia et le Web.

## En Europe
La plupart des écoles dispensent tant des enseignements pour l'image que pour le son ou encore d'autres métiers du cinéma et de l'audiovisuel.

### Belgique
Il existe plusieurs écoles publiques et privées délivrant des diplômes d'ingénierie du son : Institut national supérieur des arts du spectacle et des techniques de diffusion (INSAS, 1962), Institut des arts de diffusion (IAD, 1959), INRACI, SAE.

### Danemark
L'École nationale de cinéma du Danemark (en danois : Den Danske Filmskole) est une institution indépendante créée en 1966 et placée sous la tutelle du ministère danois des Affaires culturelles. 

### France
Le nombre de formations au cinéma et à l'audiovisuel est en augmentation et en diversification constantes. De nouveaux métiers apparaissent comme ceux du monde du jeu vidéo, ceux liés à l'évolution de l'environnement informatique et des réseaux, etc. Les débouchés professionnels ne semblent pas toujours augmenter dans les mêmes proportions. Environ deux-tiers des métiers techniques de l'audiovisuel se pratiquent en France sous le statut particulier d'un CDD (notamment CDD d’usage) qui est celui des intermittents du spectacle.

### Russie
L'Institut national de la cinématographie S. A. Guerassimov ou VGIK (en russe : Всероссийский государственный университет кинематографии имени С.А. Герасимова, abrégé en ВГИК) est un établissement d’enseignement professionnel supérieur basé à Moscou fondé par Vladimir Gardine en 1919. Cette école forme au cinéma, à la vidéo, à la télévision et aux autres arts de l'écran. C'est la première école de cinéma du monde, ayant d'ailleurs compté Lev Koulechov parmi ses directeurs.

### Suisse
En Suisse, la formation d'ingénieur du son se fait en école privée :
- Suisse Romande : CFMS (Lausanne) ; SAE (Genève),
- Suisse Allemande : TTS (Aarau) ; SAE (Zürich)

## En Afrique

### Maroc
Au Maroc, la formation audiovisuelle se fait à l'Institut supérieur des métiers de l'audiovisuel et du cinéma (ISMAC), à l'AAMA et à l'ISMC.

### Bénin
Au Bénin, une formation se fait à l'Institut supérieur des métiers de l'audiovisuel (ISMA). Elle se termine par un BTS en Métiers du son, de l'image et de la production puis une licence en journalisme et en réalisation TV et cinéma.

## En Amérique

### Canada
Au Québec, la formation d'ingénieur du son se fait au niveau collégial. Le Cégep de Drummondville, le Collège d'Alma, L'institut d'enregistrement du Canada à Montréal, Musitechnic, Institut Trebas ainsi que le Campus Notre-Dame-De-Foy disposent d'une AEC (Attestation d'Études Collégiales) à temps plein, échelonnée sur un an. Au Québec, pour pouvoir porter le titre d'ingénieur, l'on se doit d'être diplômé d'une université en ingénierie et de faire partie de l'ordre des ingénieurs du Québec[réf. nécessaire].